# Аналитик (язык программирования)
Аналитик — язык программирования, разработан в 1968 г. в Институте кибернетики АН УССР под руководством академика Виктора Михайловича Глушкова. Является развитием языка АЛМИР-65, сохранив с ним совместимость.
Отличительной чертой языка являются абстрактные типы данных, вычисления в произвольных алгебрах, аналитические преобразования.
Был реализован на машинах МИР-2.
Позднее была разработана версия Аналитик-74, реализованная на машинах МИР-3.
На данный момент язык АНАЛИТИК существует в виде системы компьютерной алгебры АНАЛИТИК-2010, которая разрабатывается совместно Институтом проблем математических машин и систем НАН Украины и Полтавским национальным техническим университетом имени Юрия Кондратюка.

## Алфавит и базовые конструкции языка
В АНАЛИТИКE принят объединённый алфавит из русских и латинских прописных букв:
А Б В Г Д Е Ж З И Й К Л М Н О П Р С Т У Ф Х Ц Ч Ш Щ Ы Ь Э Ю Я
D G F I J L N Q R S U V W Z
Такой подход позволял использовать на устройствах подготовки и ввода данных 45-клавишную клавиатуру.
Десятичные цифры:
1 2 3 4 5 6 7 8 9 0
Константы π и e.
Арифметические операции в порядке старшинства:
| Действие             | Знак |
| -------------------- | ---- |
| возведение в степень | ↑    |
| умножение, деление   | ×, / |
| сложение, вычитание  | +, - |

Логические условия:
=, ≠, >, ≥, <, ≤.
В сложных логических выражениях могут применяться знаки логических операций:
«НЕ», «И», «ИЛИ»
| Знак | Действие                                                                                            |
| ---- | --------------------------------------------------------------------------------------------------- |
| " "  | выделение служебных слов                                                                            |
| ,    | разделение элементов списка (имен, чисел, аргументов ф-ций, параметров процедур, индексов массивов) |
| ;    | отделение друг от друга операторов или описаний                                                     |
| .    | десятичная точка в числе или конец метки                                                            |
| ⏨    | разделитель мантиссы и порядка                                                                      |
| ()   | скобки арифметических и логических выражений, выделение аргументов ф-ций или объединение операторов |
| [ ]  | Индексные скобки                                                                                    |
| ' '  | Выделение выводимого текста                                                                         |

В алфавите языка присутствуют также общепринятые математические символы:
∞ √ ∑ ∏ ∫ d ∂
В тексте программ может применяться восклицательный знак (!).
Ниже приведен список основных служебных слов АНАЛИТИКа.
Служебные слова можно сокращать при условии однозначности прочтения.
Служебные слова не резервированы, так как выделяются кавычками.
| «ВВод»          | «ВЗЯть»            |
| «ВЫВод»         | «ВЫПолнить»        |
| «ВЫЧислить»     | «ГДе»              |
| «ГРафик»        | «ДИфференцировать» |
| «ДЛя»           | «ДО»               |
| «Если»          | «ЗАГоловок»        |
| «ЗНачения»      | «ИНАче»            |
| «ИНТегрировать» | «КОНец»            |
| «МАССив»        | «МАСШтаб»          |
| «НА»            | «ПРИВести»         |
| «ПРИМенить»     | «ПРОБел»           |
| «ПРОЦедура»     | «ПУСТь»            |
| «РАЗрядность»   | «СТОп»             |
| «СТРока»        | «ТАБлица»          |
| «ТО»            | «Формат»           |
| «Шаг»           |                    |